# ㆆ
ㆆは、ハングルを構成する子音字母のひとつ。現在は使用されない古いハングル字母である。呼称はヨリンヒウッ（여린히읗、足りないヒウッ）。この字母は世祖（15世紀中葉）以降には使われなくなった。
歴史的には、配列順は『訓民正音』当時は最初の「ㄱ」から濃音を含めなければ13番目、濃音も含めれば18番目であった。

## 音韻
訓民正音初声体系では全清の喉音に分類されており、訓民正音の世宗序では「喉音如挹字初發聲」と規定されている。しかし、この字母は『東国正韻』（1448年）の漢字音表記のために中国語の子音体系を表す三十六字母全清の字母である影母に合わせて形式的に作られたものであって、朝鮮語の音韻体系から作られたものではないと考えられている。このため『訓民正音解例』の用字例からも除外されている。影母とは中国語の漢字音が母音から始まる音節であることを示すゼロ子音であるが、中国語の母音から始まる音節の前には喉頭緊張が見られるので声門破裂音[ʔ]ともされるものである。『東国正韻』で「安（안）」や「音（음）」などの漢字音の初声にこの字母が用いられているが、実際はㅇと差異がなかったのではないかと考えられる。
また単体や終声でも用いられたが、独立した音韻として用いられることはなく、終声ではㄹとともに「ㅭ」という形で使われた。その用法には以下のようなものがある。
1. 冠形格促音：名詞と名詞が修飾関係にあることを示すために用いる。漢字語では「虚ㆆ字」のように母音で終わる語と無声音で始まる語の間に置かれた。固有語ではㅭという形で終声の/ㄹ/と/ㅳ/という初声で始まる語を結んだ。
2. 用言の連体形：用言の連体形を表すㄹの後ろでㅭという形で使われ、次の音が濃音であることを示した。
3. 以影補来：朝鮮漢字音では中国中古音の入声[t̚]が/ㄹ/で現れる。このため東国正韻漢字音では漢字本来の中国語音が/ㄷ/の音であることを示すためにㅭという形で表記された。例えば日 일、月 월　などの終声がㅭで表記された。

単独の終声ㆆは、朝鮮語に用いられることはなかったが、訓民正音によれば全清であるため、終声に用いれば「入声」となるとされていた。また、16世紀初頭に崔世珍によって編纂された諺解本の老乞大・朴通事には、各漢字の下に二種の字音がハングルで記されており、このうち左側の音には終声ㆆが用いられる例が見られる。その音価については、初声と同じく声門閉鎖の[-ʔ]とする説と、旧入声字であることを示すだけで音価を持たない説がある。

## 字形
『訓民正音解例』制字解によると喉の形を象った喉音のㅇに筆画を足して作られた加画字とされる。これにさらに筆画を加えるとㅎとなる。

## 名称
この字母はㅎ（ヒウッ、히읗）の字形に対して1画足りない形であるので、ヨリンヒウッ（여린히읗、足りないヒウッ）と呼ばれることが多い。また音価が喉頭緊張を伴うものだとして同じ喉音のㅇ（イウン）に対してトゥウェンイウン（된이응、音の硬いイウン）と呼ぶ人もいる。

## 文字コード
- ㆆ

| 名称                         | 種類   | コード | HTML実体参照コード | 表示 |
| HANGUL LETTER YEORINHIEUH    | 単体   | U+3186 | &#12678;           | ㆆ   |
| HANGUL CHOSEONG YEORINHIEUH  | 初声用 | U+1159 | &#4441;            | ᅙ   |
| HANGUL JONGSEONG YEORINHIEUH | 終声用 | U+11F9 | &#4601;            | ᇹ     |